# Lepidomeda altivelis
Lepidomeda altivelis és una espècie extinta de peix de la família dels ciprínids i de l'ordre dels cipriniformes.

## Morfologia
Els mascles podien assolir els 7,9 cm de longitud total.

## Distribució geogràfica
Es trobava a Nord-amèrica: Nevada (Estats Units).